# Spurilla
Genre
Spurilla est un genre de nudibranches de la famille des aeolidiidés.

## Liste d'espèces
Selon World Register of Marine Species (6 octobre 2015) :
- Spurilla braziliana MacFarland, 1909
- Spurilla croisicensis (Labbé, 1923)
- Spurilla dupontae Carmona, Lei, Pola, Gosliner, Valdés & Cervera, 2014
- Spurilla neapolitana (Delle Chiaje, 1841)
- Spurilla sargassicola Bergh, 1871

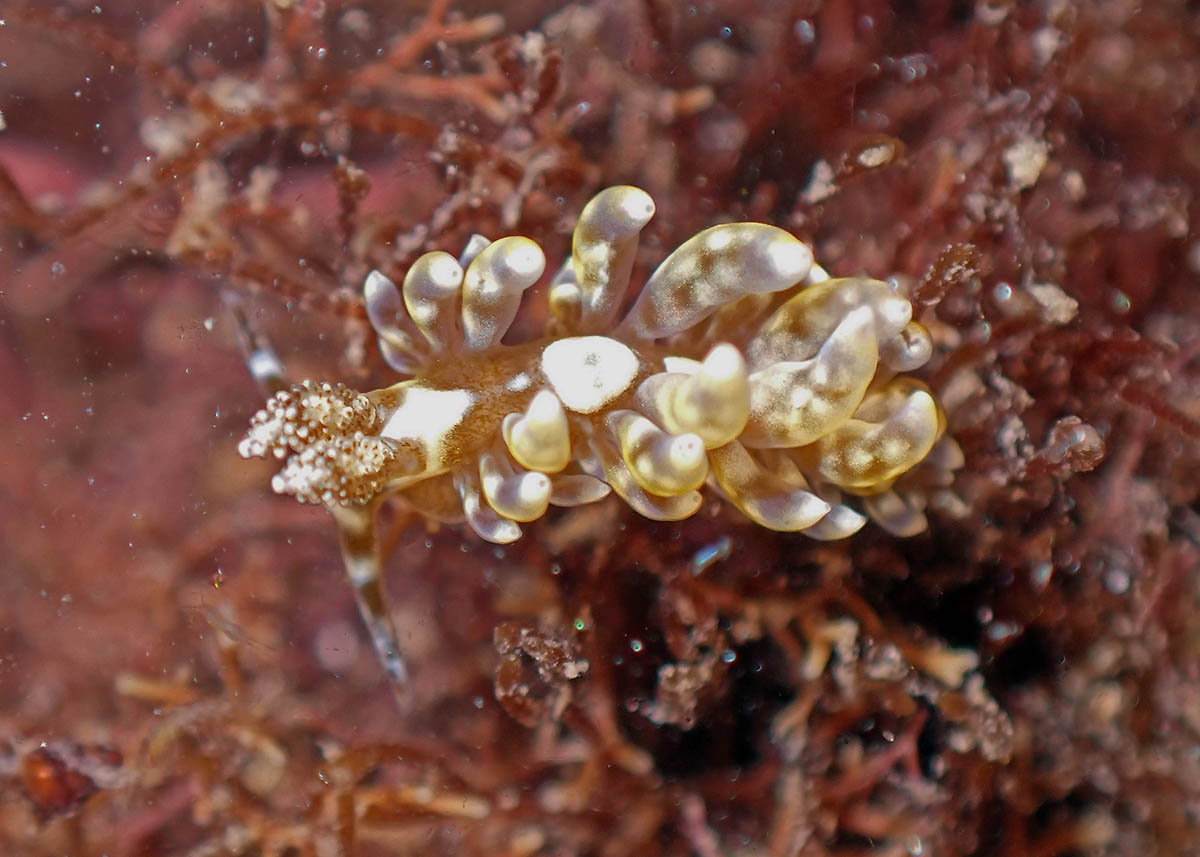
Spurilla major
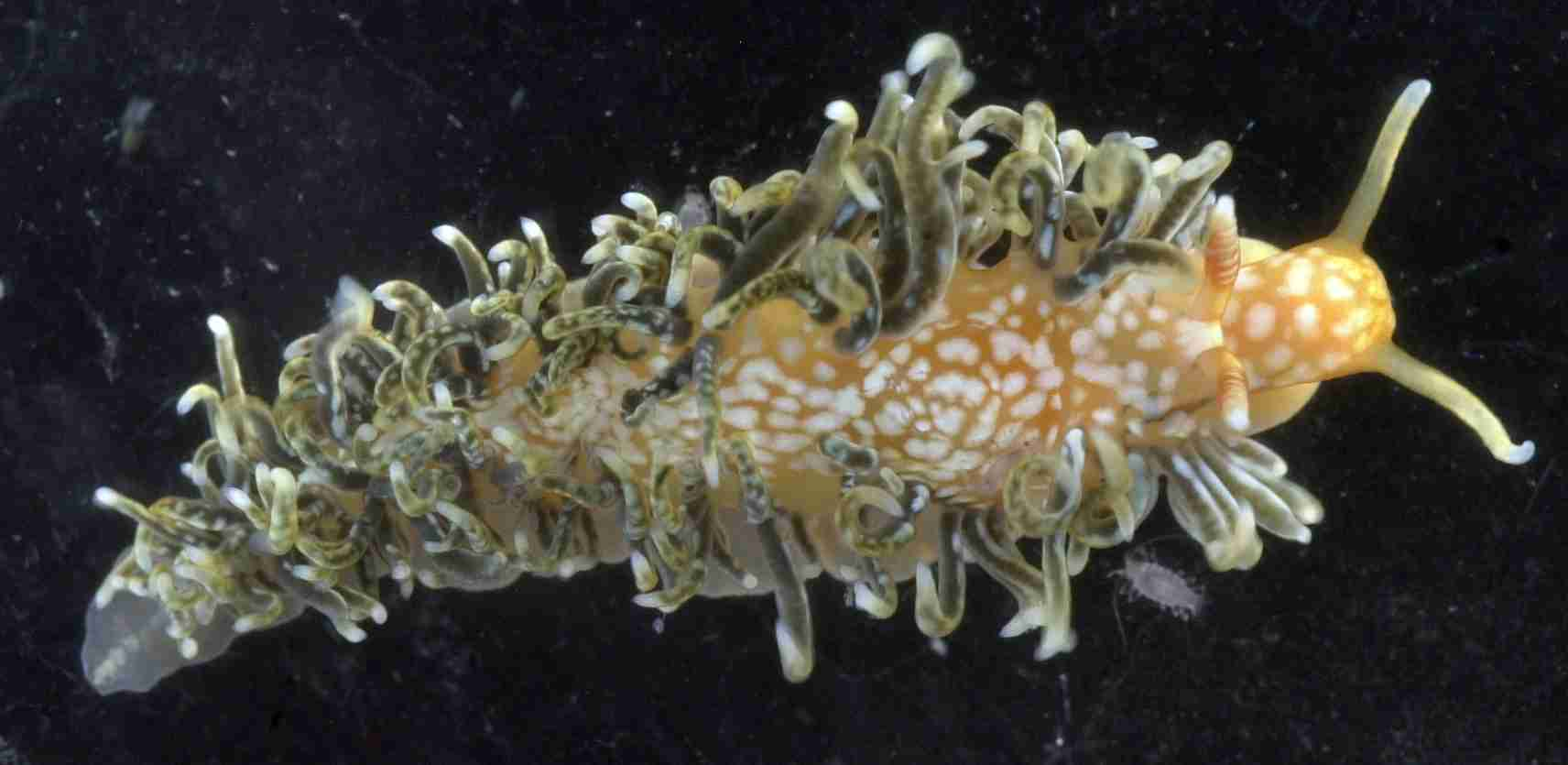
Spurilla neapolitana